# Rödsögården
Rödsögården ist eine finnische Rockband, die 1990 von Tony Fredlund in Kokkola (Finnland) gegründet wurde.
Bis 2006 nannte sich die Band Land of North. Der Name Rödsögården kommt von einem Stadtteil namens Rödsö in Kokkola.

## Geschichte
In der aktuellen Besetzung ist die Band seit 2000 aktiv. Der Durchbruch der Band wurde dadurch behindert, das öfters die Bandmitglieder wechselten. Im Jahr 2006 wurde das Debütalbum mit dem Namen der Band geboren. In der Zeit von 2008 bis 2009 bekam die Band einen Schub durch Verträge mit Warner Music Finland und Live Nation Finland. Sie spielten 2009 im Vorprogramm von Simply Red in der Hartwall Arena und von The Script im Nosturi. Neben noch ein paar anderen Konzerten, traten Rödsögården zur Popkomm 2009 in Berlin im Magnet Club auf. 2010 konzentrierte sich die Band auf ein weiteres Album. Im Herbst 2011 wurde es fast fertig und eine Single Strangers and Lovers wurde am 22. August 2011 veröffentlicht.

## Diskografie

### Alben
- 2009: Rödsögården (Warner)

### Singles
- 2009: If It Comes From The Heart
- 2009: Where The Hopes Grow
- 2009: Walk Away
- 2009: A Christmas Song From Rödsögården
- 2011: Strangers And Lovers

### Musikvideos
- If It Comes From The Heart
- A Christmas Song From Rödsögården